# Демографија Пакистана
За Пакистан се процењује да има преко 186 милиона становника у 2014. Представља шесту државу на свету по броју становника. Од 1951. до 1998. градско становништво Пакистана се повећало седам пута. Пакистан је 1951. имао само 33 милиона становника. Тако драматичан раст ипак показује знакове успоравања. Наталитет у Пакистану је 34 промила, а морталитет је 10 промила. Стопа природног прираштаја је 24 промила.
Урду је национални језик иако је материњи језик за само 8% становништва, а енглески је службени језик, који се користи у уставу, бизнису и на већини универзитета. Панџаби говори 60 милиона, али није признат за службени језик. 

## Етничке групе
Највећи број Пакистанаца припада индо-аријској етничкој групи. Постоји и значајан број припадника иранских народа и мањи број дравидских народа.
Те три велике етничке групе се деле на велики број народа. Пенџаби чине 44% становништва. Паштуни чине 15%, Синди 14%, а Серајки 10,5%. Остали народи који чине значајан проценат су: Мухаџири са 7,6%, Балуџистанци са 3,6%. Постоје још многи народи у Пакистану. Током совјетске инвазије Авганистана у Пакистан је дошло око 5 милиона авганистанских избеглица, а 3 милиона се још увек налази у Авганистану. 

## Религије
Попис становништва је показао да 95-98% становништва чине муслимани. Муслимани су подељени у различите секте или групе. 
- 85-90% су сунити
- 10-15% су шиити

Готово сви пакистански сунити припадају Ханафи секти, која се дели на Бареви и Деобанди секту. Постоји и мањина сунита из Ханбали секте, коју представља Вахаби секта и Ахл Хадит секта. Разлике међу сунитским сектама су веома мале.
У Пакистану постоје и мале немуслиманске верске групе: хришћани, Јевреји, хиндуси, сики, зороастрејци и други.

## Језици
Урду је национални и службени, док је енглески само службени језик, који се користи у уставу, бизнису и на већини универзитета. Панџаби говори 44,17% становништва, али није признат за службени језик. Готово сви пакистански језици припадају индоевропској групи језика. Урду представља језик националног јединства, иако њиме говори тек 7,59% становништва као материњим језиком, а постао је службени језик 1835.
По попису становништва 2008. године у Пакистану следећи језици су материњи језици:
- панџаби 76.367.360 или 44,17% становништва
- пашту 26.692.890 или 15,44% становништва
- синди 24.410.910 или 14,12% становништва
- сираики 18.019.610 или 10,42% становништва
- урду 13.120.540 или 7,59% становништва
- белучки 6.204.540 или 3,59% становништва

Већина Пакистанаца говори или разуме два или више језика.